# Protoptila viridiventris
Protoptila viridiventris là một loài Trichoptera trong họ Glossosomatidae. Chúng phân bố ở miền Tân bắc.